# Kaixtani
Kaixtani (en ucraïnès: Каштани) és un poble de la República Autònoma de Crimea a Ucraïna, que el 2014 tenia 862 habitants. Pertany al districte de Bakhtxissarai.

## Població
Segons les dades del 2001 la composició de la població de la vila de Kaixtani d'acord amb la llengua que empren és la següent:
| Llengua  | %     |
| -------- | ----- |
| Rus      | 89,85 |
| Ucraïnès | 6,05  |
| Tàtar    | 1,07  |
| Altres   | 0,49  |